# Gauriac
 Gauriac   egy francia település Gironde megyében az Aquitania régióban. Lakosainak száma 737 fő (2022. január 1.).

## Adminisztráció
Polgármesterek:
- 2001-2014 Robert Baldes
- 2014–2020 Raymond Rodriguez

## Demográfia
| Lakosok száma | 927  | 857  | 809  | 840  | 790  | 769  | 748  | 730  | 721  | 737  |
|               | 1968 | 1982 | 1990 | 2006 | 2013 | 2015 | 2017 | 2019 | 2020 | 2022 |